# Dermestes depressus
Dermestes depressus là một loài bọ cánh cứng trong họ Dermestidae. Loài này được Gebler miêu tả khoa học năm 1830.